# Kennedyana
Kennedyana. La dinastia que va crear la trama perfecta és una obra literària de Vicenç Pagès i Jordà publicada pòstumament el 2022 pel segell de no-ficció Folch&Folch. Es tracta d'un reportatge-assaig.

## Sinopsi
Ambientada als Estats Units als anys 60, repassa en un enfilall de conspiracions, assassinats, accidents i fets reals la trajectòria de la família Kennedy, una de les més recordades del segle XX.

## Producció
Nascut l'any de l'assassinat de John F. Kennedy, al llarg de la vida l'autor es va interessar per la nissaga que retrata Kennedyana de tots els angles i se'n va documentar curosament, cosa que inclou la lectura de biografies i novel·les entorn d'aquesta. No només va voler saber més del magnicidi, sinó que també va sentir-se atret per la seva importància com a figures mediàtiques i simbòliques i la seva consolidació com a icones de la cultura de l'època.
Segons l'editor, Pagès va escriure el llibre a les acaballes de la vida, en el seu últim any i mig, però ja hi rumiava a la joventut.

## Publicació
Es va llançar simultàniament en català i en castellà al tercer trimestre del 2022, havent mort Vicenç Pagès al final de l'agost d'aquell any.
Va ser presentat a l'Auditori La Mercè de la ciutat de Girona el 29 de novembre pel llibreter Guillem Terribas, l’editor Ernest Folch, el vicealcalde i regidor de Cultura Quim Ayats i la directora de l'Aula d'Escriptura Glòria Granell, amb la presència dels escriptors Mercè Cuartiella, Esteve Miralles, Josep Maria Fonalleras, Jordi Dausà, Mar Bosch i Rosa Font, a més dels periodistes Eva Vàzquez i Jordi Amat i la professora universitària Margarida Casacuberta.

## Recepció

### Crítica professional
Segons Àlex Volney de la Llibreria Ramon Llull de Palma, «és un exercici literari fabulós que transcendeix tots els gèneres, un llibre pop que reflecteix molt bé aquell moment dels seixanta». També va afirmar vehementment que el lector de Kennedyana «no perdrà l’interès a cap pàgina».
En canvi, a Anna Carreras de l'Ara la lectura de l'obra va semblar-li un xoc i va expressar que «no roman a la superfície dels personatges, sinó que indaga amb talent tot el context històric que envolta cada succés dels Kennedy».
L'Associació d'Escriptors en Llengua Catalana va destacar que ja havia fet referències kennedyanes a El món d'Horaci, Carta a la reina d’Anglaterra, Els jugadors de whist, El llibre de l'any, Dies de frontera i Memòria vintage.
Per a Pere Antoni Pons d'Última Hora, la literatura de Vicenç Pagès «estructuralment és deutora de Cortázar mentre que l’estil de la seva prosa és fill de Borges, i que el combinat, lluny de ser un híbrid deixatat, un frankenstein pretensiós, sol ser molt notable».
Adrià Pujol d'El País en va escriure: «Al pròleg de Kennedyana hi trobareu l’arqueologia de l’obsessió, de “l’ombra que m’ha acompanyat sempre”. A partir d’aquí, assistireu a un prodigi orfèbric de reconstrucció d’uns fets amb una mirada semblant a la dels cabalistes. La maledicció dels Kennedy hi és llegida com si el “Gran Guionista” fos un jugador (o un crupier, o un titellaire) còsmic que mercadeja amb els ninots humans. El goig de la lectura augmenta quan VPJ eixampla els cercles combinatoris fins Onassis, Maria Callas i la família del teòric assassí de Kennedy. Escruix, també, que VPJ acabés de revisar Kennedyana mentre es moria, perquè hi trasllueix la consciència de la mort, d’un arquitecte conscient que l’Arquitecte hi continuarà sent».

### Premis
El març del 2023, se li va atorgar pòstumament el Premi Crítica Serra d'Or d'Assaig a Vicenç Pagès per Kennedyana.